# Leistus rufomarginatus
Leistus rufomarginatus (лат.) — вид жуков-жужелиц из подсемейства плотинников. Распространён в Европе. Обитают в основном в широколиственных лесах на мульчированной почве с умеренной влажностью, часто в светлопесчаных пляжах, в сосновых лесах и на лесных границах. Взрослые жуки встречаются под корой стволов стоящих деревьев или валежин, лежащих на лесной подстилке. Наиболее активны в дождливую погоду.
Длина тела имаго 8—9,5 мм. Бледные края переднеспинки и надкрылий характерны для данного вида. Тело тёмно-коричневое или коричневое, грудная сторона отчасти сероватая, края красновато-жёлтые. От ближайших видов, лейстуса рыжеватого и лейстуса рыжего, отличается следующим признаками:
1. боковые края переднеспинки уплощённые
2. бороздки надкрылий остро срезаны к вершине.